# República del Congo en los Juegos Olímpicos de Múnich 1972
La República del Congo estuvo representada en los Juegos Olímpicos de Múnich 1972 por seis deportistas masculinos que compitieron en atletismo.
El equipo olímpico congoleño no obtuvo ninguna medalla en estos Juegos.